# Angebot (Nachrichtentechnik)

Verkehrsbilanz in der Nachrichtentheorie

Ein Angebot {\displaystyle A} in der Verkehrstheorie ist der Verkehrswert, der einem Kommunikationssystem oder einer Ressource davon zur Verarbeitung zugeführt (angeboten) wird. Wenn zu einem realen Zeitpunkt {\displaystyle C_{a}} Belegungsversuche mit einer mittleren Belegungsdauer {\displaystyle t_{m}} an eine Anlage gerichtet werden, so ist das Angebot
{\displaystyle A=C_{a}\cdot t_{m}}
Praktisch werden die Angebote, die bestimmten Teilen der Kommunikationssystems zugeführt werden, meist getrennt betrachtet. 
Ob das Angebot verarbeitet werden kann oder nicht, richtet sich danach, welche Leistung (= Verkehrswert der Leistung) das Kommunikationssystem verarbeiten kann und nach welchem Verkehrsmodell es konzipiert ist:
- in einem Verlustsystem ist das Angebot (= Verkehrswert des Angebotes) eine theoretische Größe, da es vom System mit der Leistung (= Verkehrswert der Leistung) {\displaystyle y} nicht in jedem Fall verarbeitet werden kann. Das Angebot, das die Leistung {\displaystyle y} zu einem bestimmten Zeitpunkt übersteigt (der Restverkehr), wird vom System abgewiesen und geht als Verlust (= Verkehrswert des Restes) verloren.
- in einem theoretischen Wartezeitsystem wird das Angebot ohne Verlust verarbeitet. Im Blockierungsfall muss jedoch ein Teil des Angebotes mit einer Wartewahrscheinlichkeit {\displaystyle P} warten. Diese Modelle treten in der Realität weniger auf; hier findet man eher Warte-/Verlustmodelle.

## Beispiele
Bei der IP-Telefonie können Kommunikationssysteme Router oder Gateways sein. Ressourcen davon können deren Eingangswarteplätze sein.